# Billy-Joe Shearsby
Billy-Joe Shearsby (* 14. September 1972 in Johannesburg, Südafrika) ist ein ehemaliger australischer Radsportler.

## Sportliche Laufbahn
1992 gewann Billy Joe Shearsby das Eintagesrennen Grafton to Inverell Cycle Classic, einen australischen Klassiker. Im Jahr darauf startete er bei den Bahnweltmeisterschaften im norwegischen Hamar und gewann gemeinsam mit Brett Aitken, Stuart O’Grady und Tim O’Shannessey den Weltmeistertitel in der Mannschaftsverfolgung in der Weltrekordzeit von 4:03,840 Minuten. Es war die erste Goldmedaille für Australien in dieser Disziplin.
Im Jahr darauf verließ Shearsby das Australian Institute of Sport, unter anderem wegen Differenzen mit dem umstrittenen Nationaltrainer Charlie Walsh, von dem er sich schlecht behandelt fühlte und der allgemein für seine rigide Art bekannt war: „He literally just treated us like he hated us.“ („Er behandelte uns buchstäblich so, als ob er uns hassen würde“) Shearsby ging in die USA, um dort Rennen zu fahren, war aber wenig erfolgreich. Nach zwei Saisons kehrte er nach Australien zurück und hatte einen Nervenzusammenbruch. In der Folge litt er unter Depressionen, Angstzuständen, nahm Drogen und trank Alkohol. In den 2010er machte Shearsby seine gesundheitlichen Probleme öffentlich, auch nachdem wiederholt Kritik an dem früheren Trainer Walsh und seinen Methoden laut geworden war.

## Erfolge
1993
- Weltmeister – Mannschaftsverfolgung (mit Brett Aitken, Stuart O’Grady und Tim O’Shannessey)